# Sceliodes
Sceliodes is een geslacht van vlinders van de familie grasmotten (Crambidae), uit de onderfamilie Spilomelinae.

## Soorten
- S. cordalis (Doubleday, 1843)
- S. grisealis Kenrick, 1912
- S. laisalis (Walker, 1859)
- S. nodiferalis Gaede, 1917
- S. raondry (Viette, 1981)